# Pegaso

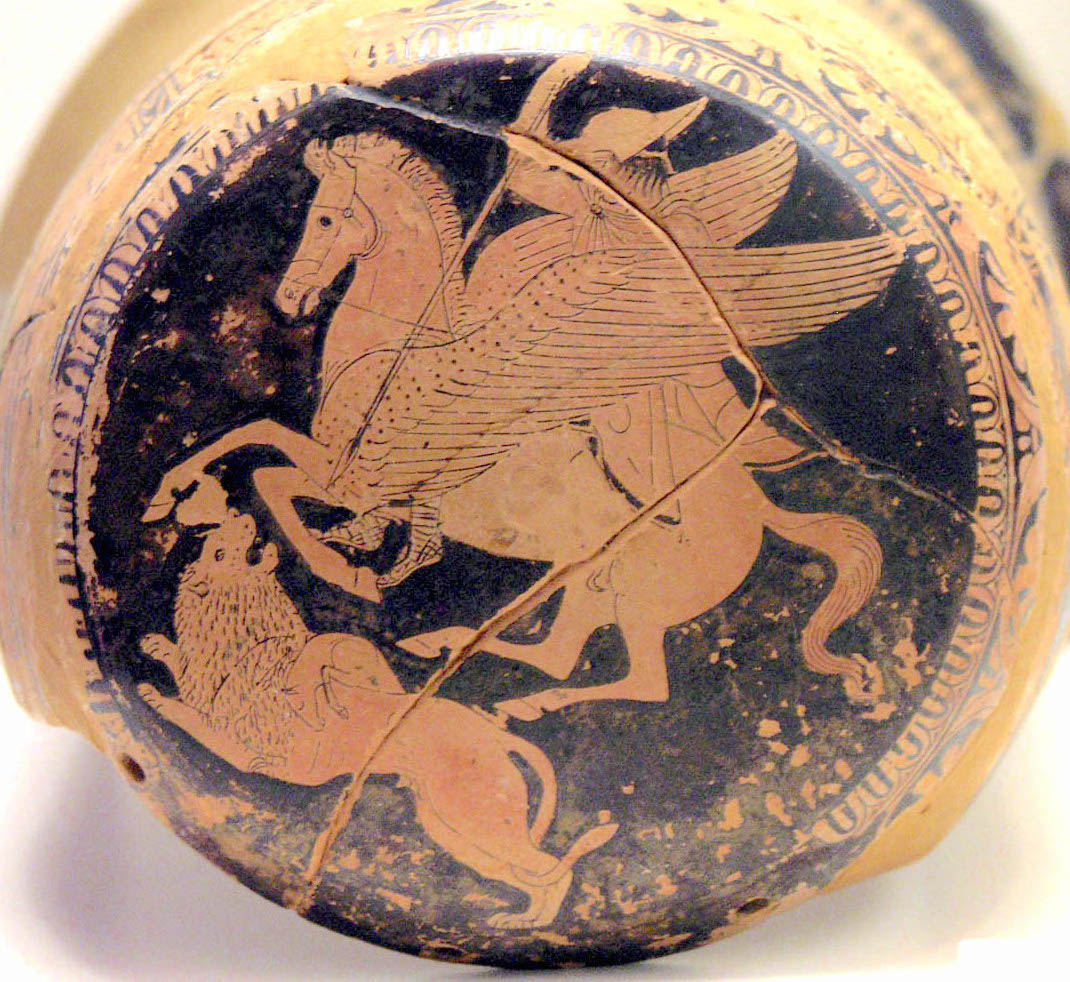
Belerofonte y la Quimera (425–420 a. C.).

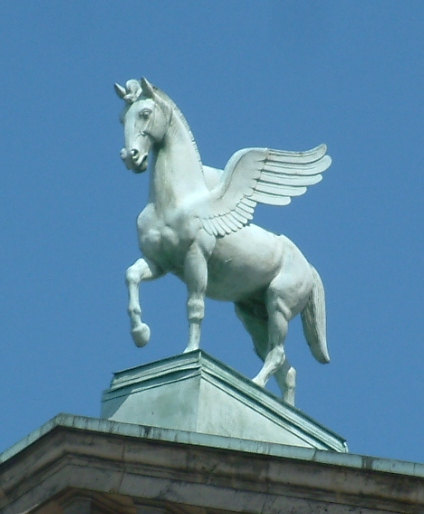
Estatua de Pegaso en la ópera de Poznan.

En la mitología griega, Pegaso o Pégaso (en griego: Πήγασος, Pḗgasos; latín: Pegasus) es el caballo alado por antonomasia. Habitaba en el Olimpo, llevando el trueno y el rayo para Zeus. Cuando Perseo le cercenó la cabeza a Medusa, de dentro brotó el enorme Crisaor y el caballo Pegaso. A este le venía el nombre de que nació junto a los manantiales («πηγή, pēgḗ») del Océano. Mató a la Quimera con ayuda del héroe Belerofonte. Pegaso está vinculado a la fuente del Hipocrene del monte Helicón, sede de las Musas. Los pegasos de la India eran una mezcla entre un ‘pegaso’ y un ‘unicornio’. Pegaso y su ‘hermano’ Celeris fueron puestos en los cielos, el primero como Pegasus (el ‘Caballo Mayor’) y el segundo como Equuleus (el ‘Caballo Menor’). O bien Pegaso fue uno de los caballos que tiraban del carro de Eos.

## El mito
Suele representarse en blanco o negro y tiene dos alas que le permiten volar. Una característica de su vuelo es que cuando lo realiza, mueve las patas como si en realidad estuviera corriendo por el aire.
Aunque la afirmación más extendida incluso entre los especialistas es que las fuentes clásicas nunca presentan a Perseo montado a lomos de Pegaso, puesto que volaba gracias a las sandalias aladas que le había obsequiado Hermes, lo cierto es que esta asociación se produjo ya en la Antigüedad, y probablemente en fechas tan tempranas como la época arcaica, puesto que Hesíodo aplica a Perseo el epíteto "jinete" y Ovidio afirma inequívocamente que cabalgó "sobre un caballo con alas". Es más, las primeras representaciones plásticas de Pegaso montado por Perseo pertenecen igualmente a la Antigüedad, pues una placa de terracota melia del siglo V a. C. muestra al héroe con la cabeza de Medusa y a lomos de un caballo que, si bien no lleva alas, debe identificarse con Pegaso, dado que en otra placa melia Belerofonte también cabalga sobre un caballo no alado.
Pegaso aparece relacionado fundamentalmente con el héroe Belerofonte, quien a lomos del equino alado logró dar muerte a la Quimera, bestia de múltiples cabezas (entre ellas una de león y otra de cabra) que asolaba los territorios de Licia. Gracias a este corcel, Belerofonte consiguió obtener igualmente una victoria sobre las Amazonas. Belerofonte encarna el defecto de la excesiva ambición o hibris. Cuando por fin consigue domar a Pegaso, no contento con esto lo obligó a llevarlo al Olimpo para convertirse en un dios; pero Zeus, molesto por su osadía, envió a un insignificante mosquito para que picase el lomo de Pegaso y precipitase al vacío a Belerofonte sin matarlo, quedando así lisiado y condenado a vagar apartado del resto del mundo toda su vida, recordando su gloria pasada.

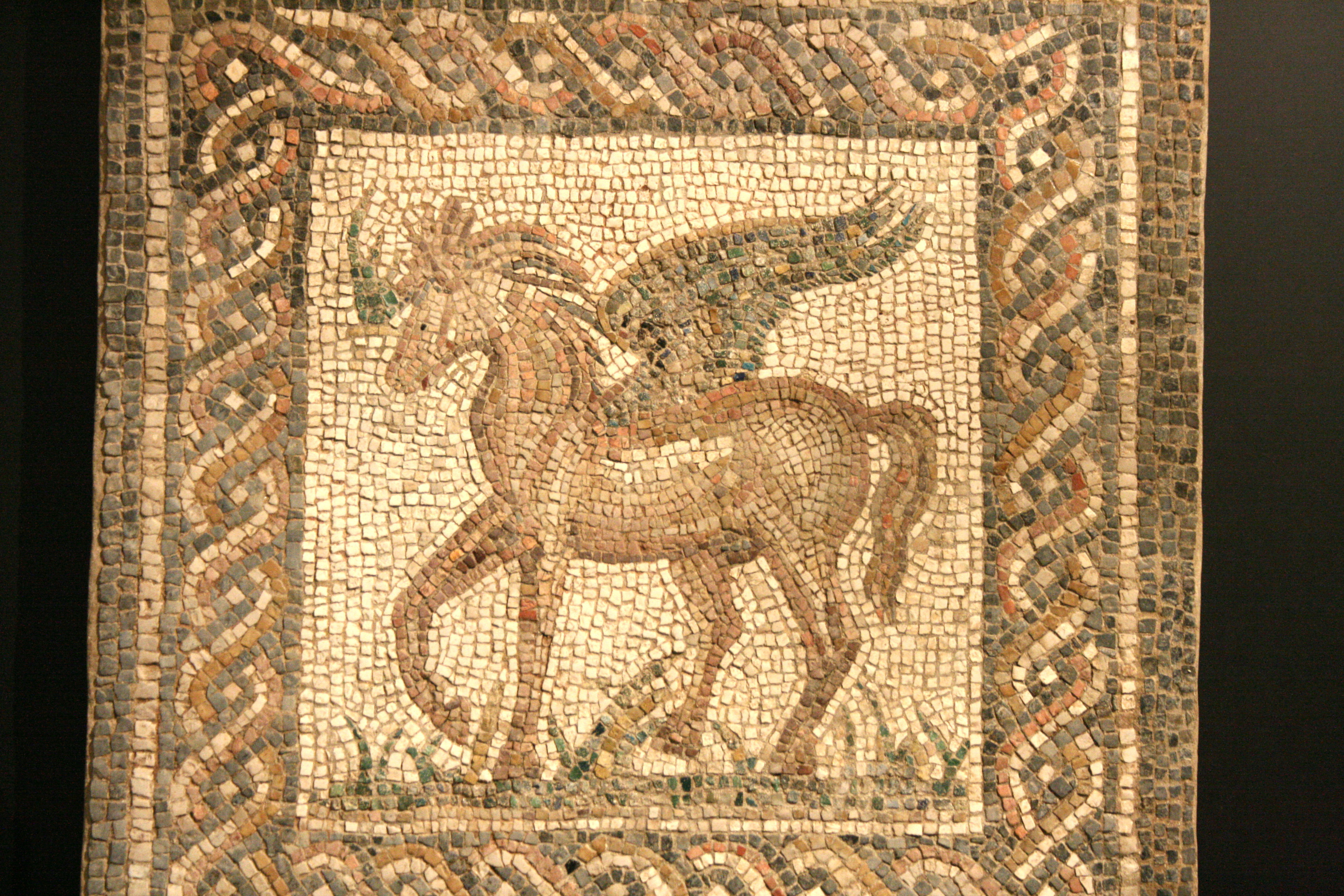
Pegaso en un mosaico romano en Córdoba (España).

La leyenda de Pegaso puede haber influido en la formación de la figura de Buraq en la tradición islámica. Es uno de los equinos más célebres de la literatura junto con Rocinante (caballo de Don Quijote de la Mancha), Babieca (el de El Cid), Bucéfalo (el de Alejandro Magno) y el caballo de Troya.

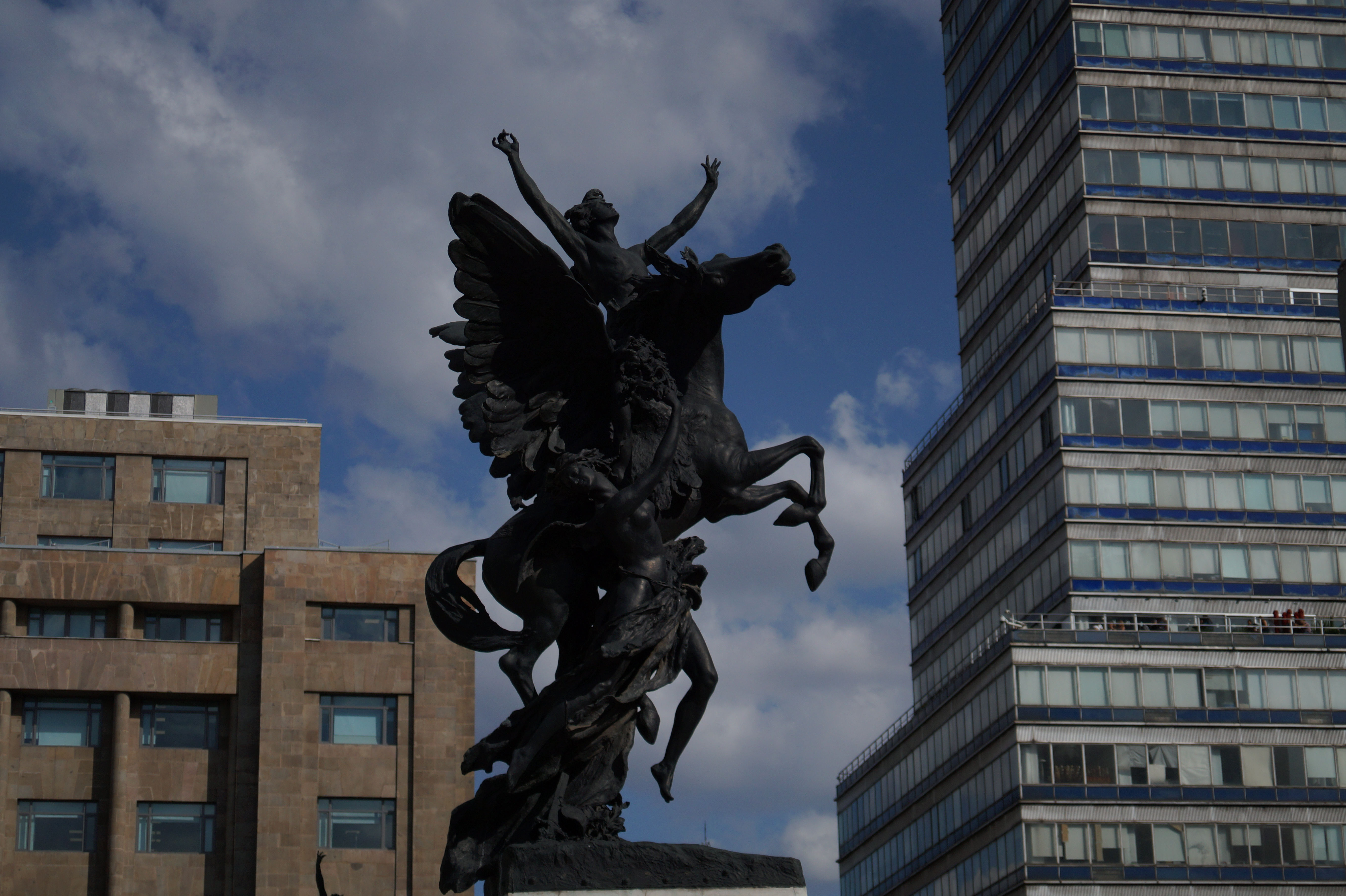
Escultura de Pegaso frente al Palacio de Bellas Artes, CDMX.

### Nacimiento

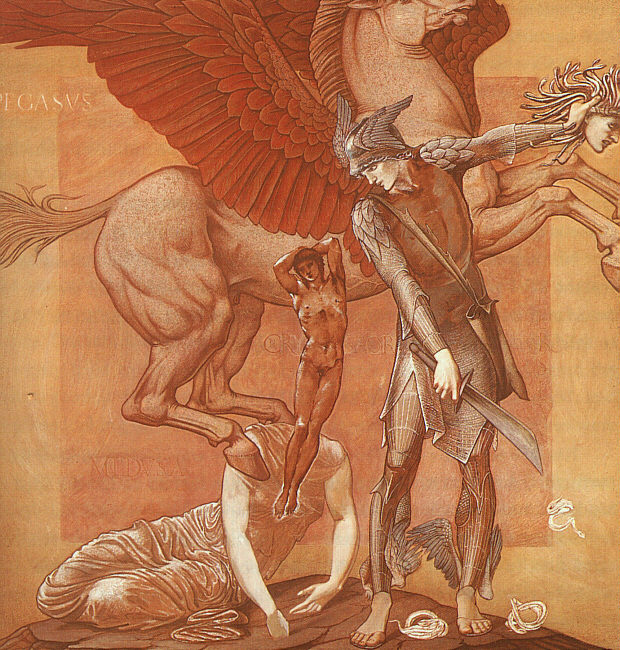
Escena en la que Medusa es decapitada por Perseo, y parecen también Pegaso y Crisaor que muestra el cuello cortado. Gouache de Edward Burne-Jones.

## Origen

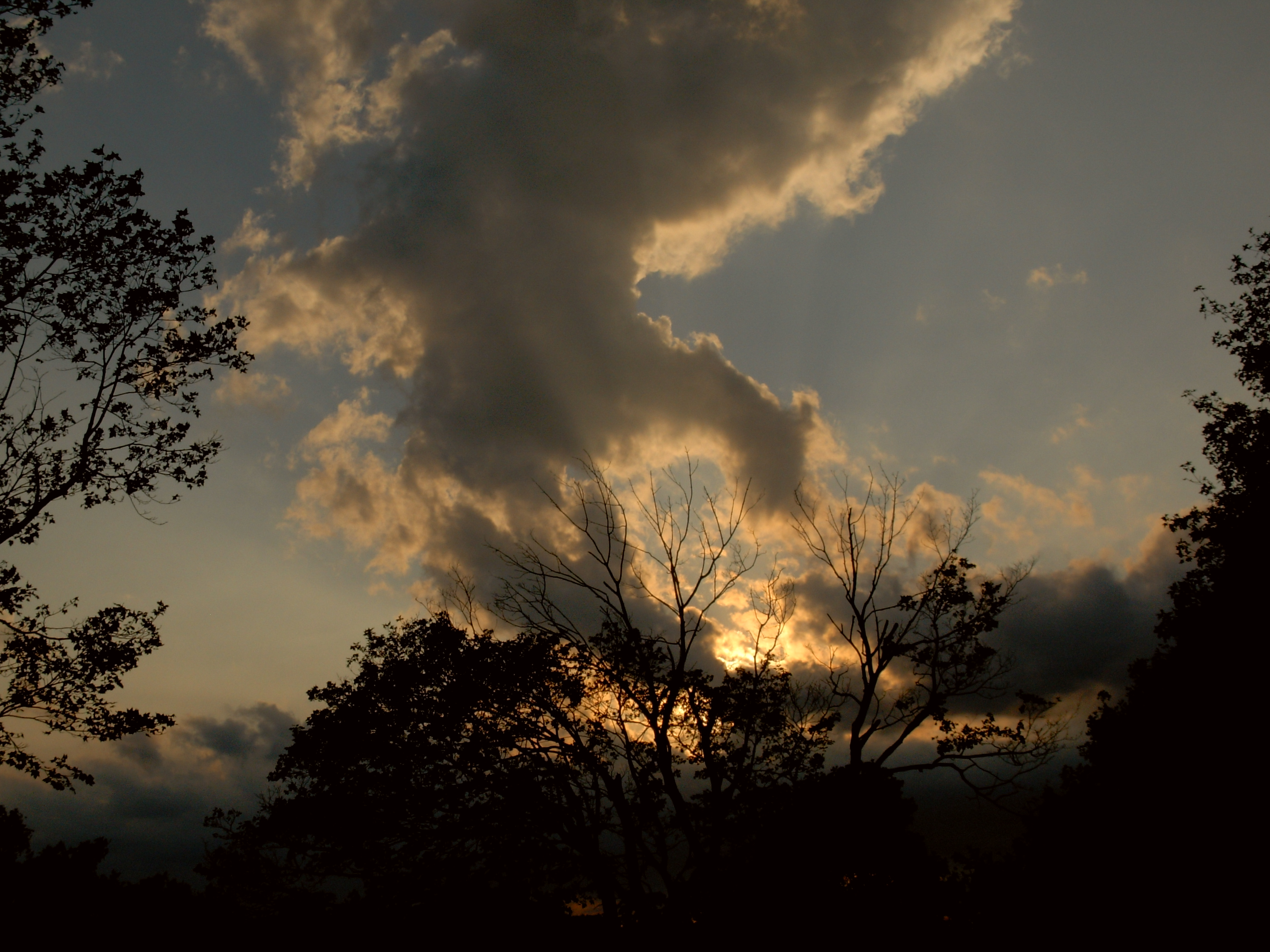
Pegaso pudo tener su origen en la observación de fuerzas naturales.

## Mitología comparada

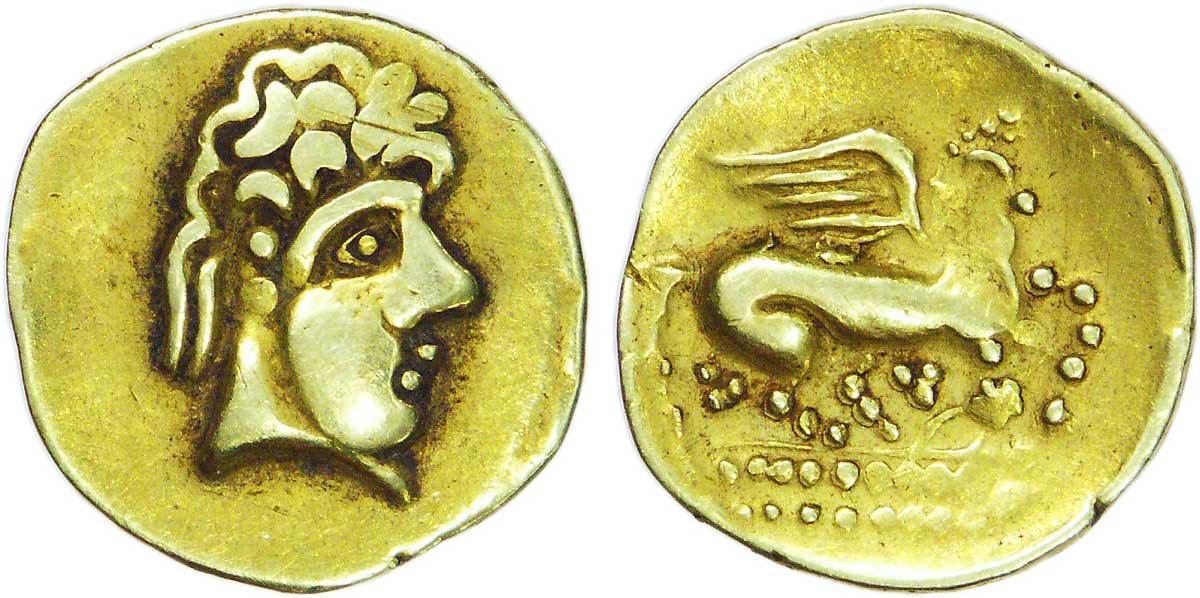
Pegaso en un cuarto de estatero fechado en el